# Инстинкт за смърт
В класическата Фройдова психоаналитична теория инстинктът за смърт (на немски: Todestrieb) е инстинкт, водещ към смъртта, разрушението и несъществуването. За първи път е дефиниран от Зигмунд Фройд в неговата книга „Отвъд принципа на удоволоствието като „импулс, свойствен на целия органичен живот, за да го върне към по-ранно състояние на несъществуване“ (SE 18:36). Инстинктът за смърт е противополжен на Ероса, тенденцията към единство и обединение. Този инстинкт понякога е свързван с „Танатос“ в след фройдисткото мислене, макар терминът да няма основа в собствените работи на Фройд.
Стандартното издание на работите на Фройд на английски език бърка двата термина, които са различни на немски, Instinkt („инстинкт“) и Trieb („нагон“), често превеждани като инстинкт. Фройд всъщност обяснява „инстинкта за смърт“ като нагон, сила, която не е същностна за живота на организма (за разлика от инстинкта) и клони към промяна на свойствата му или го кара да се държи по начини, които понякога са против интуицията. Терминът е почти универсално познат в научната литература за Фройд като „нагон за смърт“ и в психоанализата на Лакан често е съкратен до простото „нагон“ (макар Фройд да постулира съществуването и на други нагони).